# Relentless (Jason Aldean)
Relentless è il secondo album in studio del cantante country statunitense Jason Aldean, pubblicato nel 2007.

## Tracce
1. Johnny Cash – 3:11
2. Laughed Until We Cried – 3:23
3. Do You Wish It Was Me – 4:25
4. I Use What I Got – 3:07
5. Who's Kissing You Tonight – 3:25
6. Relentless – 3:42
7. My Memory Ain't What It Used to Be – 4:14
8. No – 3:41
9. Back in this Cigarette – 4:35
10. Grown Woman (duetto con Miranda Lambert) – 3:58
11. I Break Everything I Touch – 3:20
12. Not Every Man Lives – 3:56